# Bar Mediterraneo
Bar Mediterraneo è il terzo album in studio del duo musicale italiano Nu Genea, pubblicato il 13 maggio 2022.

## Descrizione
Il titolo dell'album è un riferimento all'incontro delle diverse culture che sono passate, e si sono integrate, nella città di Napoli, proprio come se fosse un bar che viene visto per antonomasia come un luogo di incontri.

## Accoglienza
Bar Mediterraneo ha ricevuto un'accoglienza generalmente positiva dalla critica musicale italiana. In particolare le recensioni hanno elogiato la capacità del duo di espandere il loro linguaggio sonoro, mantenendo al contempo un forte legame con la tradizione musicale partenopea. Il disco è stato apprezzato per la sua miscela di funk, afrobeat, jazz e musica popolare mediterranea, e per l’atmosfera evocativa che richiama un luogo immaginario di incontro tra culture diverse.
Ad esempio Rockol ha assegnato all’album un punteggio di 7,5 su 10, definendolo “l’album che avrebbe potuto scrivere Lucio Battisti se fosse nato a Napoli”, sottolineando la raffinatezza degli arrangiamenti e la capacità di fondere elementi retrò con una sensibilità contemporanea. OndaRock ha valutato il disco con lo stesso punteggio, mettendo in risalto la coerenza stilistica e la varietà ritmica rispetto al lavoro precedente del duo, Nuova Napoli. Altri siti come ImpattoSonoro,Newsic, LostHighways, Rockit e Panorama hanno evidenziato l’approccio cosmopolita dell'opera per l’uso consapevole della componente vintage e la qualità della produzione,considerandolo come un "istant classic".
Nel complesso, Bar Mediterraneo è stato riconosciuto come un lavoro maturo, coerente e stilisticamente raffinato, che ha consolidato la reputazione dei Nu Genea sulla scena musicale italiana e internazionale.

## Tracce
1. Bar Mediterraneo – 3:04
2. Tienaté – 4:38
3. Gelbi (feat. Marzouk Mejri) – 3:54
4. Marechià (feat. Celia Kameni) – 4:24
5. Straniero – 2:58
6. Praja magia – 3:20
7. Vesuvio – 4:41
8. Rire (feat. Marco Castello) – 4:23
9. La crisi – 3:36